# Julian Gbur
Julian Gbur (ur. 14 listopada 1942 w Brzeżawie – zm. 24 marca 2011 we Lwowie) – greckokatolicki biskup Lwowa i Stryja.

## Życiorys
W 1947 jego rodzina została wysiedlona w trakcie Akcji Wisła. Średnie wykształcenie uzyskał w Misyjnym Niższym Seminarium Księży Werbistów w Nysie. W latach 1964–1965 był zmuszony odbyć dwuletnią służbę wojskową. Potem studiował filozofię i teologię w Wyższym Misyjnym Seminarium Duchownym Księży Werbistów w Pieniężnie. 21 czerwca 1970 został wyświęcony przez kardynała Adama Kozłowieckiego.
W latach 1970–1973 był proboszczem greckokatolickiej parafii w Krakowie. 10 lipca 1973 został proboszczem parafii w Górowie Iławeckim i Ostrym Bardzie, jak również posługiwał w parafii w Pieniężnie (do 1983). W latach 1982–1991 był dziekanem dekanatu olsztyńskiego.
Od 7 lipca 1994 roku biskup pomocniczy Lwowa i biskup tytularny Barety, od 18 listopada 2000 do śmierci biskup greckokatolicki Stryja na Ukrainie.